# Can Cordé Vell
Can Cordé Vell és un mas del municipi de Sant Gregori (Gironès) protegit com a bé cultural d'interès local.

## Descripció
Construcció de planta rectangular desenvolupada en planta baixa i planta pis. La coberta és de teula àrab a dues vessants, acabada amb un ràfec de doble filera de teula. Les parets són de maçoneria tot i que es troben arrebossades i pintades deixant a la vista només els carreus de les obertures. A la façana lateral nord-est hi ha una porta de característiques medievals amb les impostes que ajuden a la llinda de pedra a salvar la llum de la portalada. L'interior s'estructura en tres crugies perpendiculars a la façana principal. El sostre de la planta baixa és fet amb volta de rajol. Al costat del mas hi ha un interessant paller que junt amb la casa configuren l'espai de l'era.

### Paller

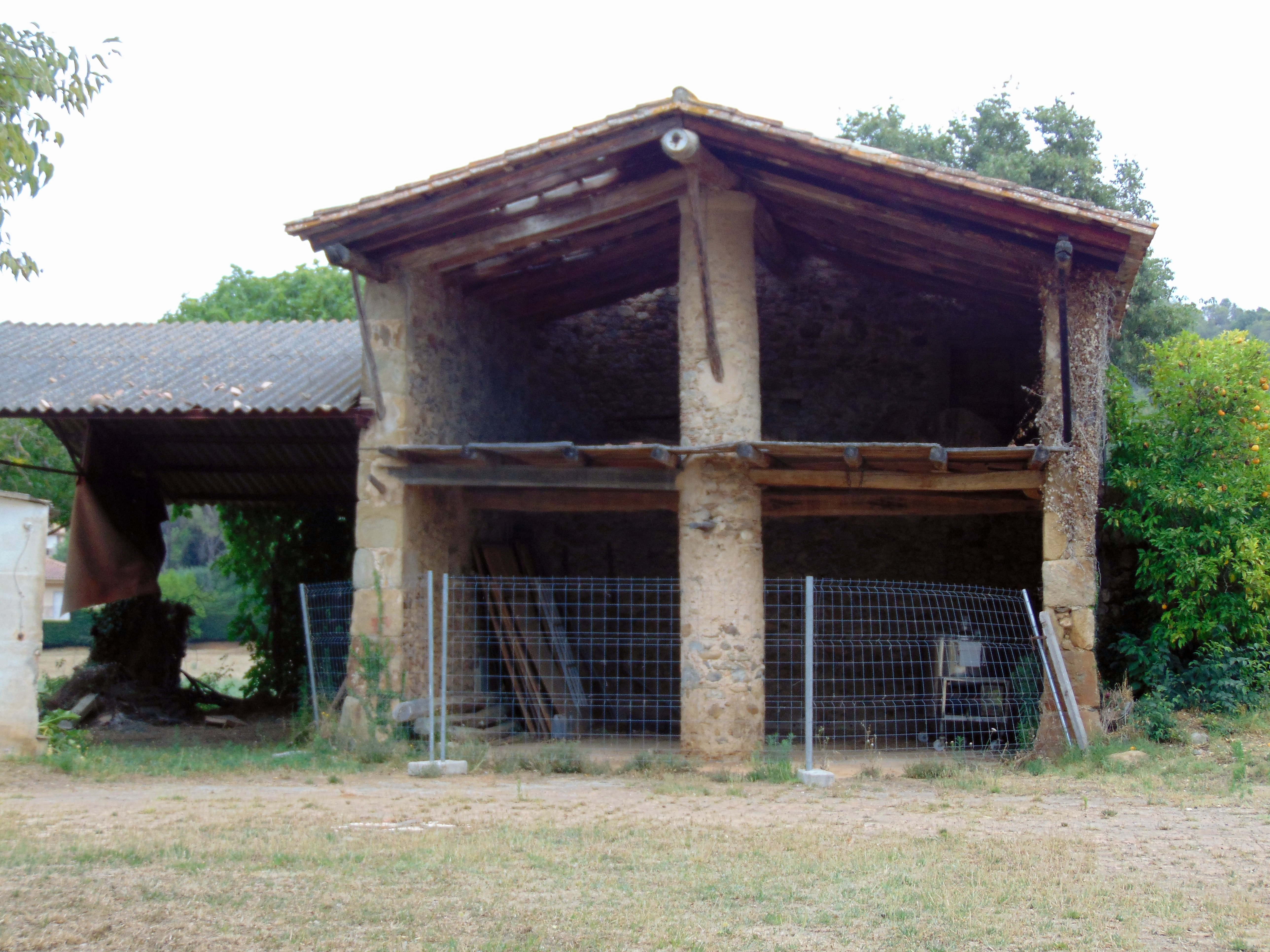

Construcció rural de planta quadrangular. Les parets portants són de maçoneria amb carreus a les cantonades de la façana principal. Interiorment es desenvolupa en dos nivells. El bigam del sostre del nivell inferior és de tirada doble, perpendicular a la façana principal, descansant sobre la paret posterior i dues jàsseres de fusta paral·leles a la façana. La coberta és a dues vessants feta amb cairats, llates i teula àrab, el bigam de la coberta també és a tirada doble, paral·lela a la façana, descansant sobre els murs laterals i una jàssera de fusta central. Aquesta jàssera ve suportada pel mur posterior i un gran pilar fet de maçoneria situat al centre de la façana principal. En el nivell superior de la façana lateral sud hi ha una obertura apaïsada.

## Història
A l'era davant el mas hi ha un lledoner que segons el masover té més de dos-cents anys.